# Kangbashi
Kangbashi (en chino, 康巴什; pinyin, Kāngbāshí) es un distrito urbano bajo la administración directa de la Prefectura Ordos en la Provincia de Mongolia Interior, República Popular China.  Su área es de 372 km² y su población total para 2020 superó los 118 mil habitantes.

## Administración
Desde julio de 2020, el  Distrito Kangbashi se divide en 4 pueblos administrados en subdistritos.